# Académico Futebol Clube

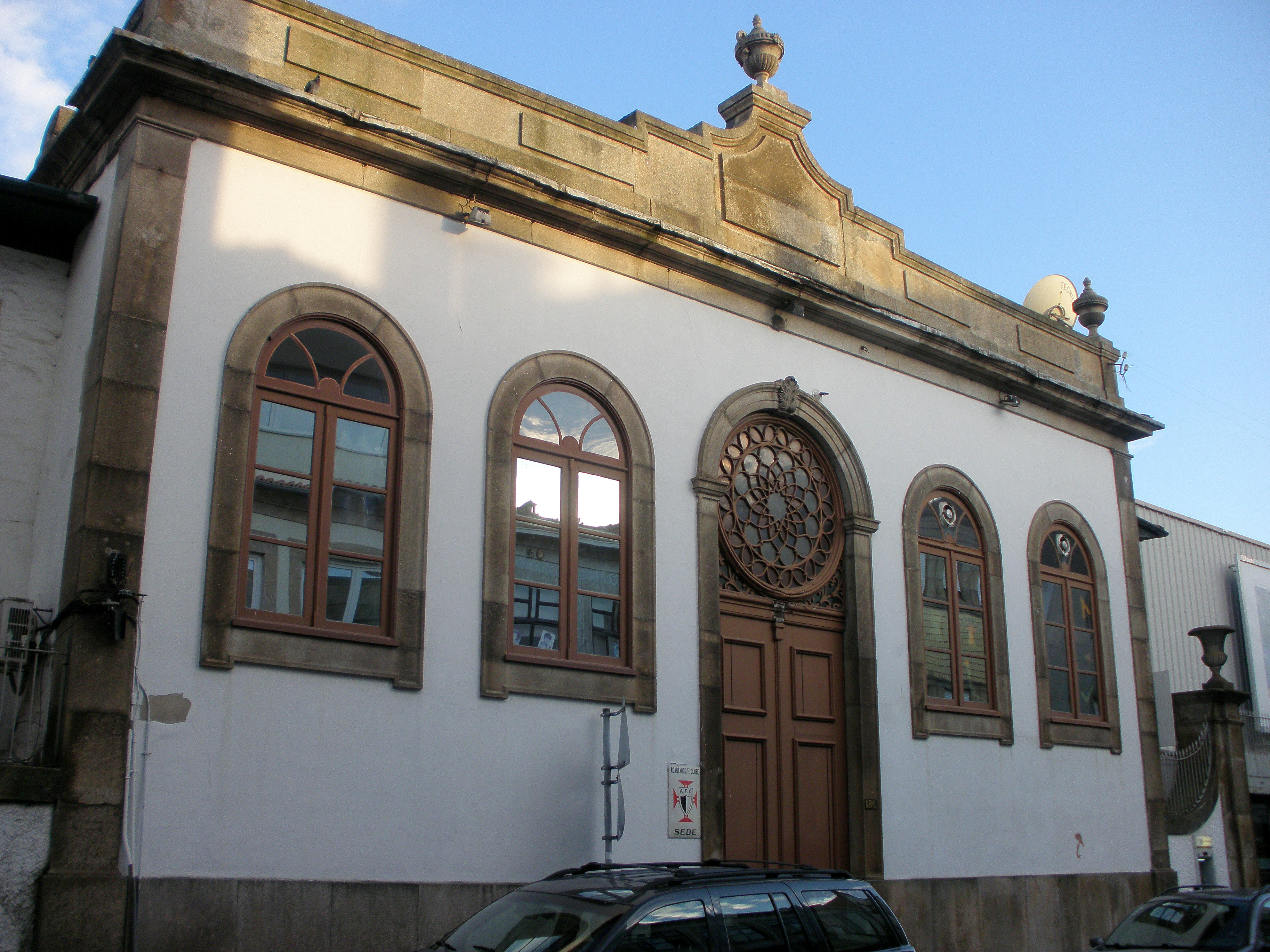
Palacete do Lima

O Académico Futebol Clube CvC • MHIH é um clube desportivo localizado na cidade do Porto em Portugal, que foi fundado em 15 de Setembro de 1911. Situa-se na freguesia de Bonfim, no limite com a freguesia de Paranhos, na Rua Costa Cabral.
A origem do clube que hoje se denomina Académico Futebol Clube (A.F.C.) remonta ao início do século XX, quando um Grupo de Estudantes, essencialmente provenientes do Liceu Alexandre Herculano.

## História
Secundino Branco Júnior foi o primeiro Presidente desta instituição, cujas instalações destinadas à prática desportiva, eram inicialmente móveis. Em 1923 a capacidade e o espírito empreendedor dos seus orientadores e da sua massa associativa, levaram então ao início da construção do Estádio do Lima. O campo de Futebol - que viria a ser, em 1937, o primeiro relvado a nível nacional - era rodeado por duas pistas: a de Atletismo, em cinza e a de Ciclismo em cimento. Em 1927 ampliaram-se as instalações nos terrenos junto ao estádio e à sede social: campos de Ténis, jardins de recreio, parque de Campismo e Ginásio, completavam assim a grandiosa obra. O seu primeiro sócio foi José Carlos Gouveia, nascido em 1916 e sócio desde 1930. Ainda hoje, é convidado de honra das cerimónias deste clube. O Académico é dos poucos clubes que pode gozar de ter o primeiro sócio ainda vivo e ativo nas suas cerimónias.
Por esta altura, o Académico mantinha em atividade centenas de praticantes das mais diversas modalidades, designadamente Futebol, Atletismo, Ciclismo, Râguebi, Ténis, Basquetebol, Hóquei em Campo, Ténis de Mesa, Bilhar e Ginástica, algumas destas pioneiras no norte do País.
Um momento bastante marcante para o Clube deu-se a 5 de Outubro de 1930, aquando da distinção com o grau de Cavaleiro da Ordem Militar de Cristo, passando esta condecoração a fazer parte do seu emblema. A 15 de Novembro de 1986 foi de novo distinguido como Membro-Honorário da Ordem do Infante D. Henrique.
Desde que em 1917, a equipa de Futebol masculino foi campeã de segundas categorias, conseguindo o primeiro troféu para este Clube, até aos nossos dias, muitos títulos e personalidades marcaram a história do Académico. Não caberá neste brevíssimo resumo histórico uma referência dilatada a quantos os que fizeram do clube um baluarte do desporto nortenho. Contudo, alguns nomes se devem realçar, essencialmente pela sua particularidade: Manuel Fonseca e Castro, foi o primeiro internacional de futebol de um clube da cidade do Porto; José Prata de Lima, foi o primeiro atleta Olímpico da cidade invicta tendo participado nos Jogos Olímpicos de 1928 na modalidade de Atletismo; e Ribeiro da Silva foi vencedor de duas voltas a Portugal em bicicleta nos anos de 1955 e 1957.
Ao fim de 53 anos de vida exemplar e digna, o Académico veio a perder o seu parque de jogos construído no estádio do Lima, não tendo porém perdido o seu idealismo, mantendo acesa a chama que sempre o orientou em toda a sua existência. Operou-se assim a "viragem imposta" na orientação da sua atividade em favor da juventude. Nos terrenos que restaram, ergueu nova obra, construindo dois pavilhões e dois ginásios. Atualmente um dos ginásios deixou de existir e passou a existir uma sala multifacetada, na qual já se praticou Ténis de Mesa e recentemente é privilegiada a competição de Bilhar.
Fazem também parte das instalações do clube, um bar/restaurante e uma sala de fisioterapia.
Atualmente existem as modalidades de Aikido, Andebol, Basquetebol, Hóquei em Patins, Montanhismo e Campismo, Karaté, Bilhar, Ginástica, Kung-Fu, Taekwondo, Capoeira, Tiro com Arco, Musculação e Patinagem de Velocidade, encontrando-se a saúde em primeiro lugar, no rol das prioridades do Clube.
Dos atletas, dirigentes e sócios que já passaram e contribuíram para a história do Clube, alguns ainda se mantêm pelo Académico F. C., ajudando a construir o que é hoje, uma instituição de utilidade pública de grandes dimensões e com um papel desportivo e social na cidade do Porto, que mais nenhum Clube amador possui. É neste contexto de um clube eclético e que pretende estar ao serviço de uma população abrangente, que surge a denominada MICA - Escola de Desporto do A. F. C.